# Energía (J Balvin)
Energía è il secondo album in studio del cantante colombiano J Balvin, pubblicato nel 2016.

## Tracce
1. Veneno – 2:29
2. Malvada – 2:58
3. Safari (featuring Pharrell Williams, BIA & Sky) – 3:25
4. Bobo – 3:29
5. Sigo extrañándote – 3:21
6. Primera cita – 2:54
7. Pierde Los Modales (featuring Daddy Yankee) – 3:21
8. Por un día – 3:31
9. No hay título – 2:43
10. Acércate (featuring Yandel) – 3:12
11. Snapchat – 3:39
12. Hola – 3:16
13. Ginza – 2:51
14. Solitario – 3:27
15. 35 pa las 12 (Fuego featuring J Balvin) – 4:06